# Юбилейный (космический аппарат)
«Юбилейный» (RS-30) — российский малый научный спутник, созданный ОАО «ИСС» им. М. Ф. Решетнёва совместно с группой российских космических предприятий и высших учебных заведений. Предназначен для передачи звуковых сообщений, фото- и видеоизображений, рассказывающих о 50-летии запуска первого искусственного спутника Земли и космической отрасли в целом, а также для участия в образовательных программах студентов ВУЗов и проведения научных экспериментов.
В создании аппарата приняли участие НИЛАКТ (г. Калуга),  ОАО НПП «Геофизика-Космос» (г. Москва), НПО им. С. А. Лавочкина (г. Москва), ОАО «РПКБ» (г. Раменское), Государственный космический научно-производственный центр имени М. В. Хруничева (ГКНПЦ, г. Москва), СибГАУ имени академика М. Ф. Решетнёва (г. Красноярск).
Запуск планировался осенью 2007 года, но был отложен до 2008 года.
Космический аппарат был выведен в космос в мае 2008 года ракетой-носителем «Рокот» с космодрома Плесецк.

## Полезная нагрузка
Архитектура спутника — экспериментальная негерметичная платформа. Передатчики и научная аппаратура обеспечивают трансляцию аудиозаписи сигнала (позывного) первого искусственного спутника Земли, цифровых фото- и видеоматериалов об истории космонавтики.
В данный момент вещание происходит в режиме CW на частотах 435,2150 и 435,3150 МГц

## Критика
На борту аппарата «Юбилейный» также установлен «движитель без выброса реактивной массы» (см. «инерцоиды»), на который «Роспатентом» выдан соответствующий патент.
Инициатором этой установки был генерал Валерий Меньшиков, в то время директор НИИ космических систем, потративший на этот эксперимент много времени и средств.
Эксперимент финансировался в рамках межгосударственной российско-белорусской программы «Космос СГ», где главным исполнителем является также Валерий Меньшиков (однако другие источники утверждают, что, вопреки распространённому мнению, аппаратура не проходила сертификации в Роскосмосе, спутник — студенческий, и, в принципе, любая техника могла принять участие в научной программе спутника).
Учёные многократно предупреждали, что подобный движитель не может создать тягу в космосе, поскольку заявленный его авторами принцип противоречит одному из фундаментальных физических законов — закону сохранения импульса. Доводы специалистов, объяснявших В. Меньшикову и его единомышленникам, что работа движителя — это фокус, основанный на возникающем нелинейном трении в подшипниках, и что в невесомости он работать не будет, не подействовали.
Однако авторы «чуда техники» уверяли, что в НИИ КС движитель работал и создавал тягу в 28 грамм.
В СМИ этот движитель вскорости был прозван «гравицапой».
После принятия решения об установке этого движителя в спутник, сотрудники Роскосмоса написали несколько негативных экспертных заключений. Однако было поздно — если снять «гравицапу», нарушилась бы центровка аппарата. Чтобы избежать конфуза, было решено оставить её на спутнике, но не включать.
В июне-июле того же года были проведены первые испытания, результаты которых были названы «неоднозначными», а в феврале 2010, по инициативе некоего «общественного ЦУПа», включение всё же состоялось и начались полномасштабные эксперименты.
Как и ожидали учёные, наука подтвердила свою правоту — выведенный в космос движитель не смог изменить орбиту спутника. По мнению академика Эдуарда Круглякова, председателя Комиссии РАН по борьбе с лженаукой, эксперимент нанёс ощутимый ущерб как финансам, так и научному престижу России. По мнению академика Владимира Захарова, сам по себе эксперимент государству обошёлся недорого, однако ГКНПЦ, заместителем директора которого является В. Меньшиков, несёт ответственность за ряд неудач в ракетно-космической отрасли России. Захаров предполагает, что эти неудачи связаны с засилием в ГКНПЦ лжеучёных.